# Terni
Terni (latinsky Interamna Nahars) je italské město v oblasti Umbrie, hlavní město stejnojmenné provincie. Má přibližně 106 tisíc obyvatel, leží asi 100 km severovýchodně od Říma, při soutoku řek Nera a Salto, které se asi 15 km západně od města vlévají do Tibery. Je sídlem biskupa a pobočky Univerzity v Perugii. Tradiční označení Ocelové město podle těžkého průmyslu se v posledních desetiletích změnilo na turistické Město vodopádů či Město milenců (podle zdejšího patrona svatého Valentina), počet obyvatel stále roste.

## Doprava
Terni je na dálnici A1 spojnicí trasy Viterbo-Spoleto, prochází jím evropská silnice E45 a národní Via Flaminia s dálniční křižovatkou RATO.Městská a příměstská doprava ATC provozuje 90 autobusových linek.
Železniční stanice Terni je součástí železniční trati Ancona–Orte a je také uzlovou stanicí pro dvě sekundární tratě, Terni–Sulmona (která spojuje Terni s L'Aquilou) a železnici Terni–Sansepolcro (FCU) (která slouží Perugii). Nedaleko se nachází jedno z nejdůležitějších vnitrostátních nákladových nádraží.

## Historie
Archeologickými nálezy je doloženo intenzivní pravěké osídlení oblasti v době bronzové a železné, od 10. století do 7. století př. n. l., systematický výzkum archeologa Hermanna Müllera-Karpe severně od města zdokumentoval tři období, ve II. a III. již obyvatelstvo tvořili Umbrové, spojením etnika z Tarquinie a Etrurie. Byla odkryta významná nekropole, která je přístupná.
Podle latinského nápisu z 1. století př. n. l. bylo město založeno roku 672 před naším letopočtem a jeho zakladatelem byl Nahartes, proto se původně nazývalo po něm, Interamna Nahars, kde Interamna znamenalo mezi dvěma řekami. Důmyslný vodní systém jezer a vodopádů propojením řeky Velino kanálem založil roku 271 př. n. l., římský konsul Manius Curius Dentatus a rozšiřovali jej jeho následovníci až do novověku. K prvním křesťanským mučedníkům a hypoteticky prvním biskupem v Terni měl být zdejší rodák svatý Valentin.
Římské město vyplenili Ostrogóti v čele s Totilou a po nich je v 8. století ovládli Langobardi. Město bylo pak podřízeno vévodství spoletskému, až do roku 1174, kdy je císař Fridrich Barbarossa prostřednictvím svého spojence, mohučského arcibiskupa Christiana, podřídil římské říši.
Ve 13. a 14. století město dosáhlo nezávislosti, vydalo svou vlastní ústavu, vybudovalo si hradby, vodovod a další kanály. Město bylo od středověku zastávkou poutníků na poutní cestě Řím-Assisi, jeho chrámy a kaple navštěvují dosud.
Nepokoje mezi guelfy a ghibelliny, a později mezi nobili a banderari vedly stejně jako v ostatních městech k budování paláců – pevností. V roce 1580 byla otevřena první železárna Ferriera, která zpracovávala železnou rudu těženou v Monteleone di Spoleto. Počet obyvatel však v klesal v důsledku morů a hladomorů. Mezi humanisty vynikl astronom Anastasio de Filiis, spoluzakladatel římské učené společnosti Accademia dei Lincei.
V období průmyslové revoluce v 19. století patřilo Terni k třem prvním průmyslovým centrům Itálie, přezdívalo se mu „italský Manchester“. V roce 1875 byla založena zbrojní továrna (činná dosud), roku 1884 slavné ocelárny, dále vodní elektrárny, textilky a závody chemické výroby. Proto je Spojenci za druhé světové války bombardovali. 11. srpna 1943 44 bombardérů americké AF svrhlo na město 213 tun bomb, zahynulo při tom 256 lidí a 40 procent staveb bylo devastováno.

## Vývoj počtu obyvatel
Počet obyvatel

## Památky
- Faustův amfiteátr, římské divadlo na ploše 749 m² pro 10 000 diváků objednal Titus Faustus v letech 30-32 n. l. (je tedy starší než římské Colloseum), nyní je součástí městského parku Passeggiata, na jeho západní stěně visí kopie mramorové pamětní desky s letopočty založení města a svěcení amfiteátru (originál je v Archeologickém muzeu)
- Římské brány Porta Sant'Angelo a Porta Spoletana, dva ze čtyř starověkých vstupů do města, se zbytky hradebních zdí
- Zřícenina středověkého hradu Castello di Piediluco, založeného kolem roku 1000, nad stejnojmenným jezerem, pod horou Monte Luco
- Dóm Nanebevzetí Panny Marie (Duomo Santa Maria Asunta) - na základech ze 6. a 11. století (krypta s náhrobkem biskupa sv. Anastasia) je postavena barokní bazilika z poloviny 17. století;
- Kostel sv. Františka (San Francesco) - gotická trojlodní stavba františkánů založena roku 1265, postavena ve 2. polovině 13. století a rozšířena roku 1437, s freskami
- Kostel Spasitele (San Salvatore) - románská stavba z 11. století, v kapli Manassei vytvořili kolem roku 1350 Andrea Polinori a Ludovico Carosis gotické fresky
- Bazilika San Valentino, na jihu města, se sarkofágem svatého Valentina, patrona města
- Kostel San Marco - zdivo a freska z doby kolem roku 1460
- Kostel Santa Maria del Monumento - renesanční stavba z 15. století, u hřbitova
- Kostel sv. Aloise (Sant Alo)
- Palazzo Spada - nyní slouží jako radnice (Palazzo comunale)
- Renesanční Palazzo Manassei a další šlechtické paláce

## Muzea a galerie
- Dómské muzeum - dómský poklad, obsahuje mj. vzácný stříbrný kříž ze 13. století
- Archeologické muzeum
- Carsulae - archeologická lokalita asi 5 km severně od města, nyní součást městečka San Gemini
- Obrazárna (Pinacoteca Comunale Orneore Metelli), sbírka obrazů od 13. do 20. století, sídlí v paláci Gazzoli; k nejvýznamnějším patří: Ukřižování se sv. Františkem a sv. Bernardinem ze Sieny (1497) a Mystické zasnoubení sv. Kateřiny (Benozzo Gozzoli 1466). Z kolekce moderního umění jsou ve sbírce zastoupeni Picasso, Severini, Chagall a Miró, obrazárna je nazvána po Orneoru Metellim, zdejším naivním malíři, jehož obrazy z let 1922-1938 jsou také vystaveny.

## Vodopády
Konfigurace řek, jezer a vodopádů byla vyhledávána od starověku a je dosud turistickým cílem. Přibližně 2 km od města se nachází původem římský vodopád Cascata delle Marmore (Mramorová kaskáda), založený ve 3. století, který výškou 165 metrů byl považován za největší v Evropě. Činnost vodopádu řídí stavidla, která buď vodu odvedou do vodní elektrárny, nebo ji nechají téct po kaskádách dolů, což se děje v pevně stanovených hodinách a dnech. Když je vodopád vypnut, lze se koupat v travertinových kaskádových jezírkách.

## Rodáci

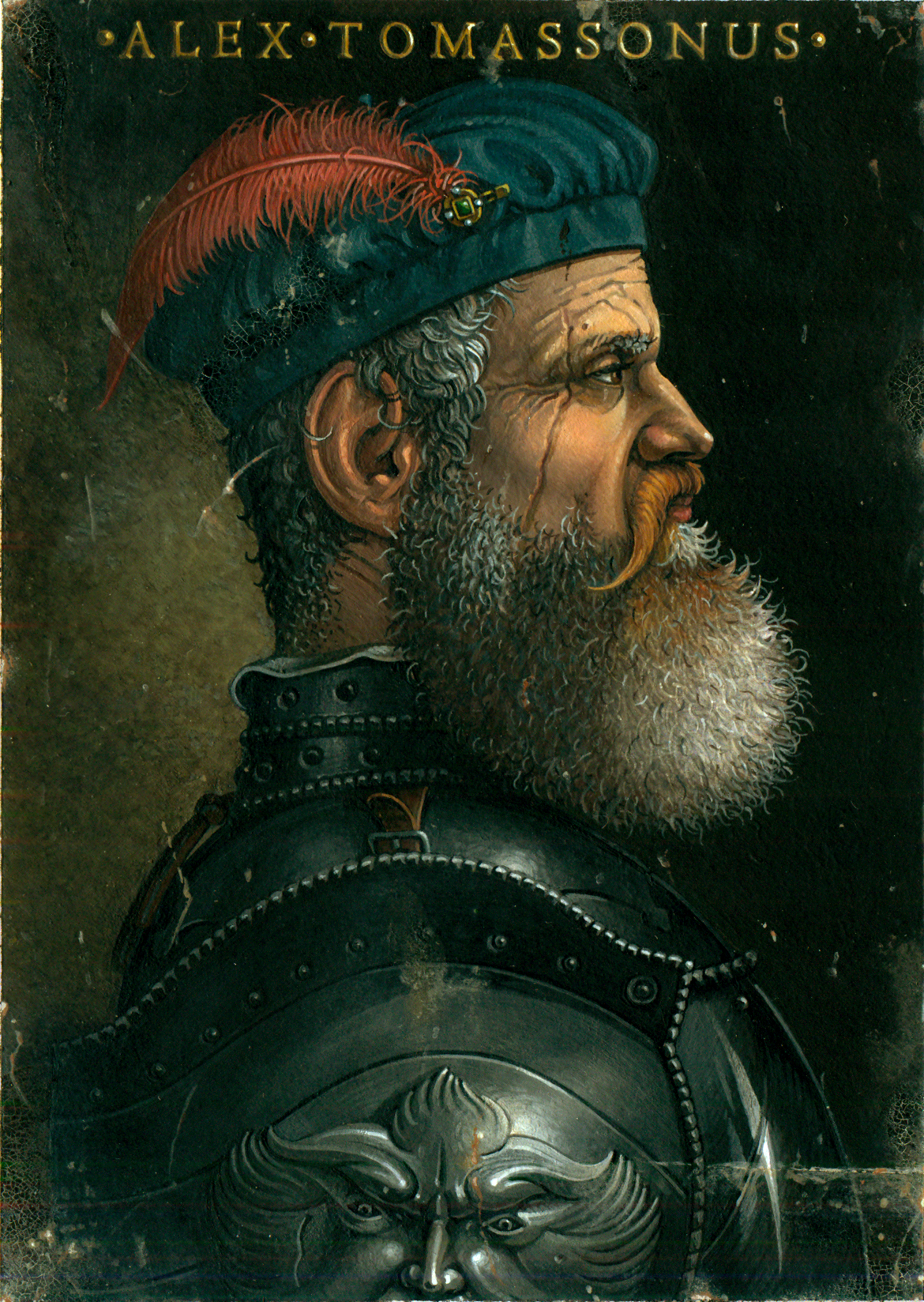
Alessandro da Terni

- Publius Cornelius Tacitus († 120/124 n. l.) – římský historik
- Marcus Claudius Tacitus (200–275) – římský císař
- Svatý Valentin († asi 269 Terni) kněz, misionář a mučedník, patron města Terni
- Alessandro da Terni (1508–1555) – italský kondotiér
- Anastasio de Fillis (1557–1608) – italský humanista, astronom a polyhistor
- Francesco Angeloni (po 1559–1652) – italský historik, antikvář a sběratel umění
- Marie Elekta od Ježíše (1605–1663) – ctihodná sestra řádu karmelitek v Praze
- Giulio Briccialdi (1818–1881) – italský flétnista a hudební skladatel
- Stanislao Falchi (1851-1922) - italský hudební skladatel a pedagog
- Baconin Borzacchini (1898–1933) – italský automobilový závodník

## Galerie

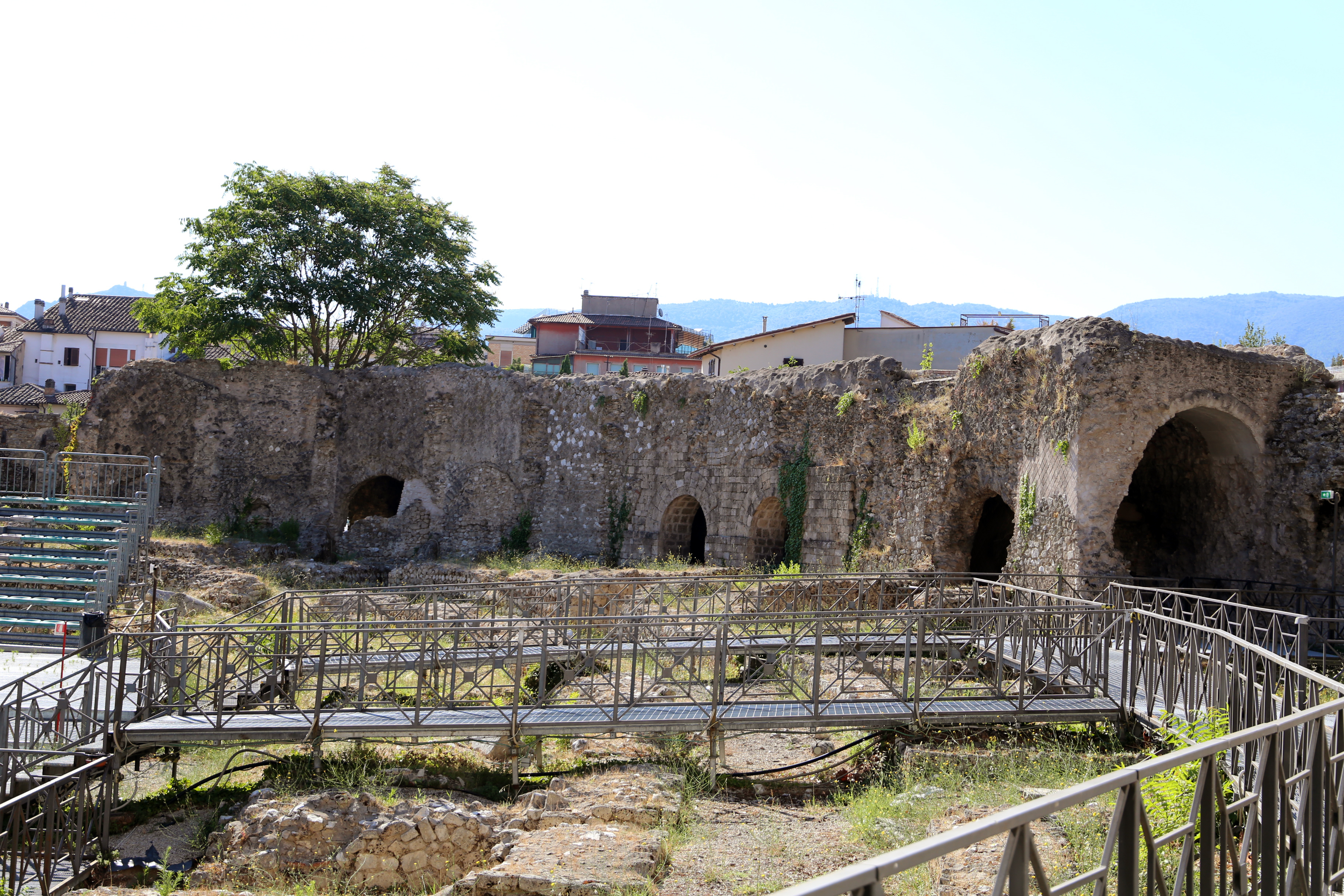
Amfiteátr
Porta Spoletina
Dóm
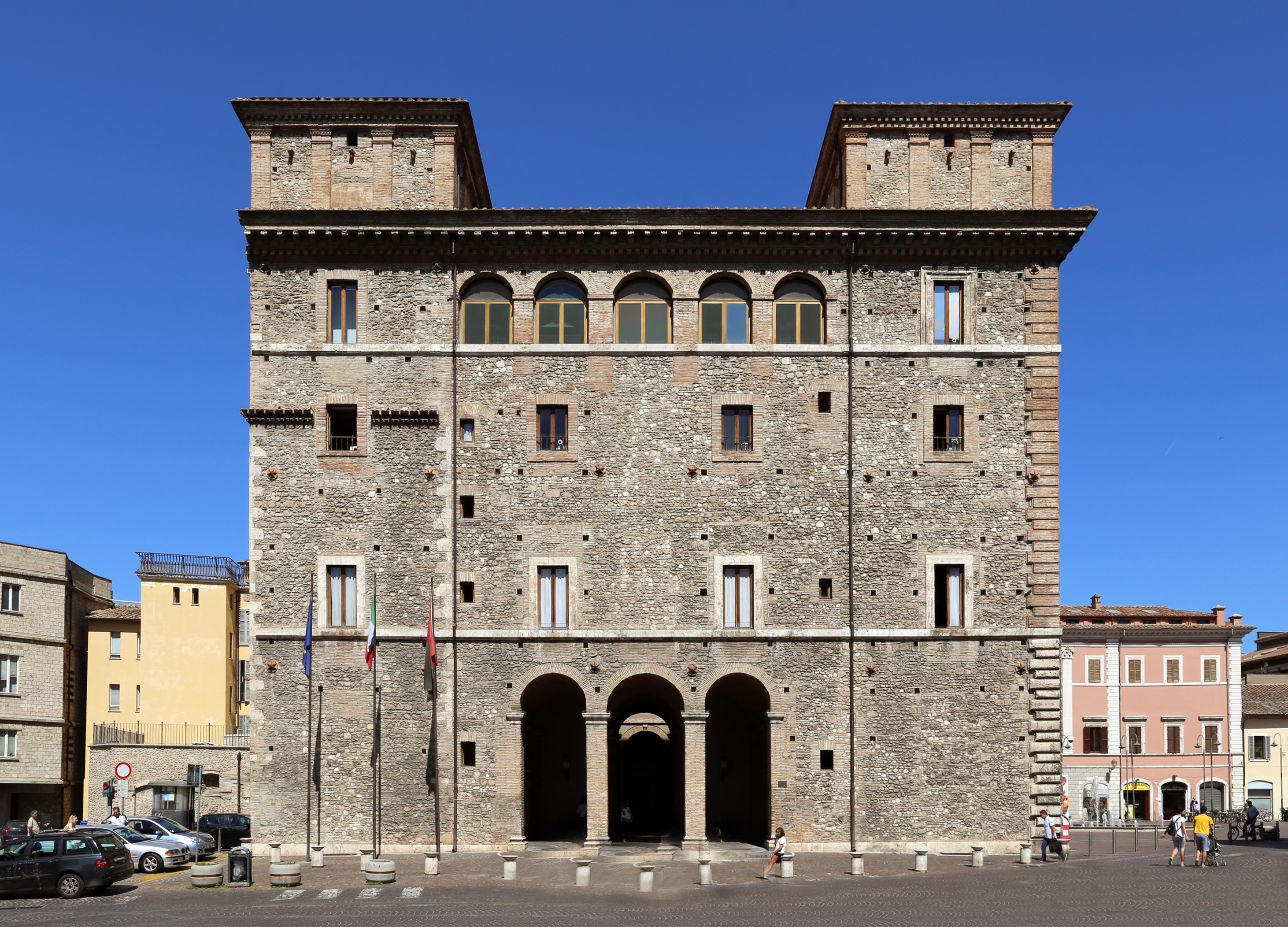
Palác Spada
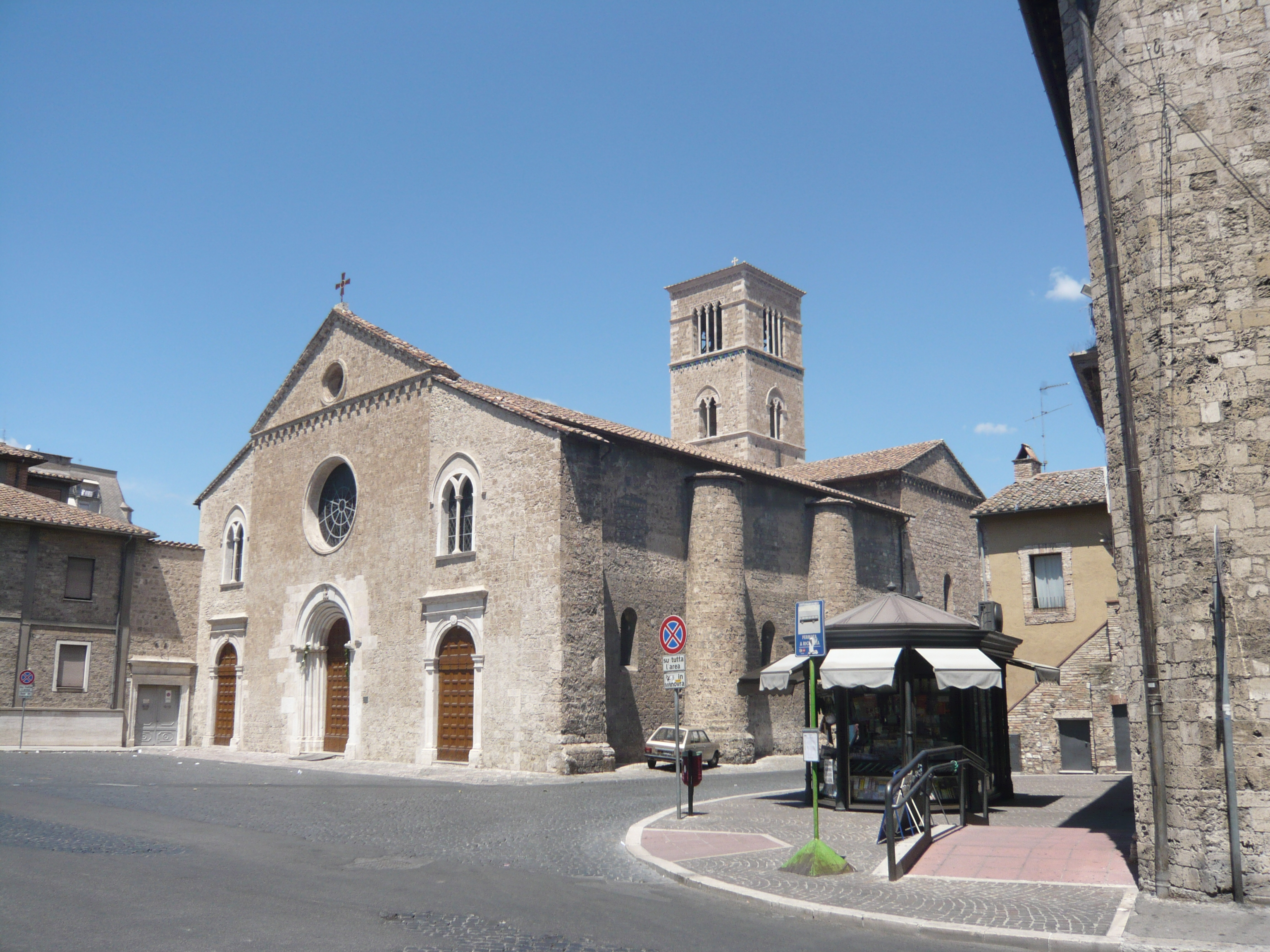
Kostel San Francesco
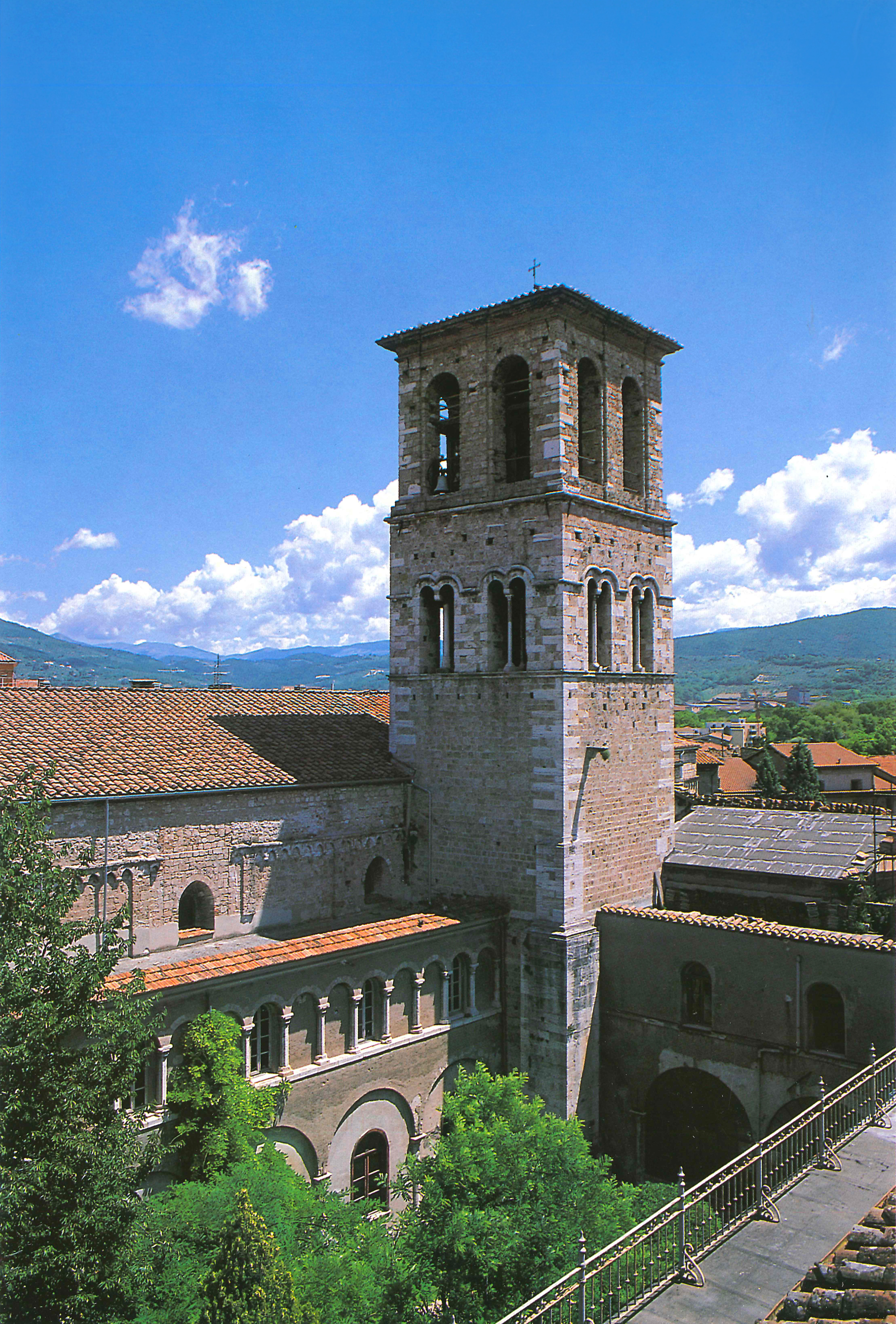
Kostel San Pietro, zvonice
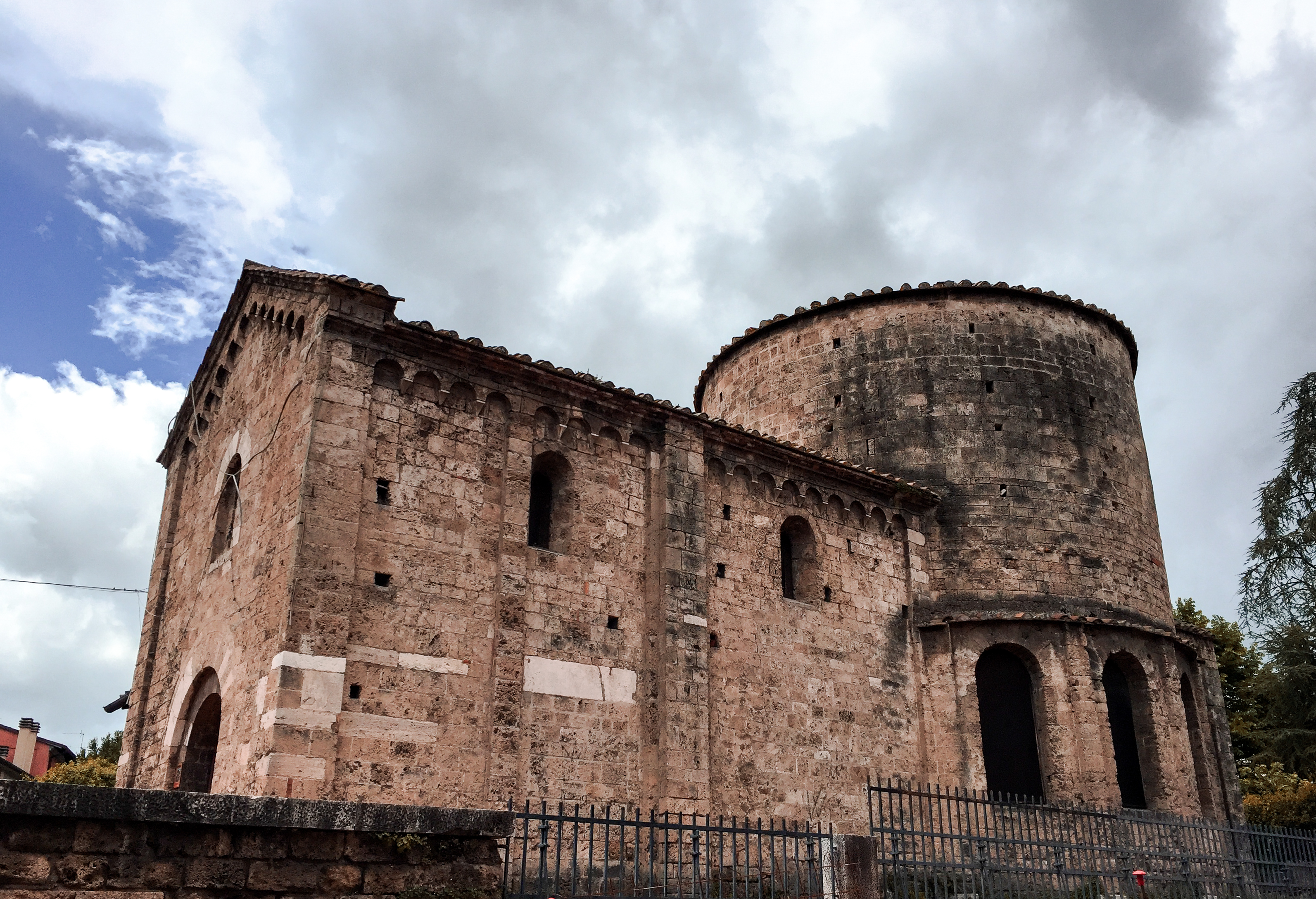
Kostel San Salvatore
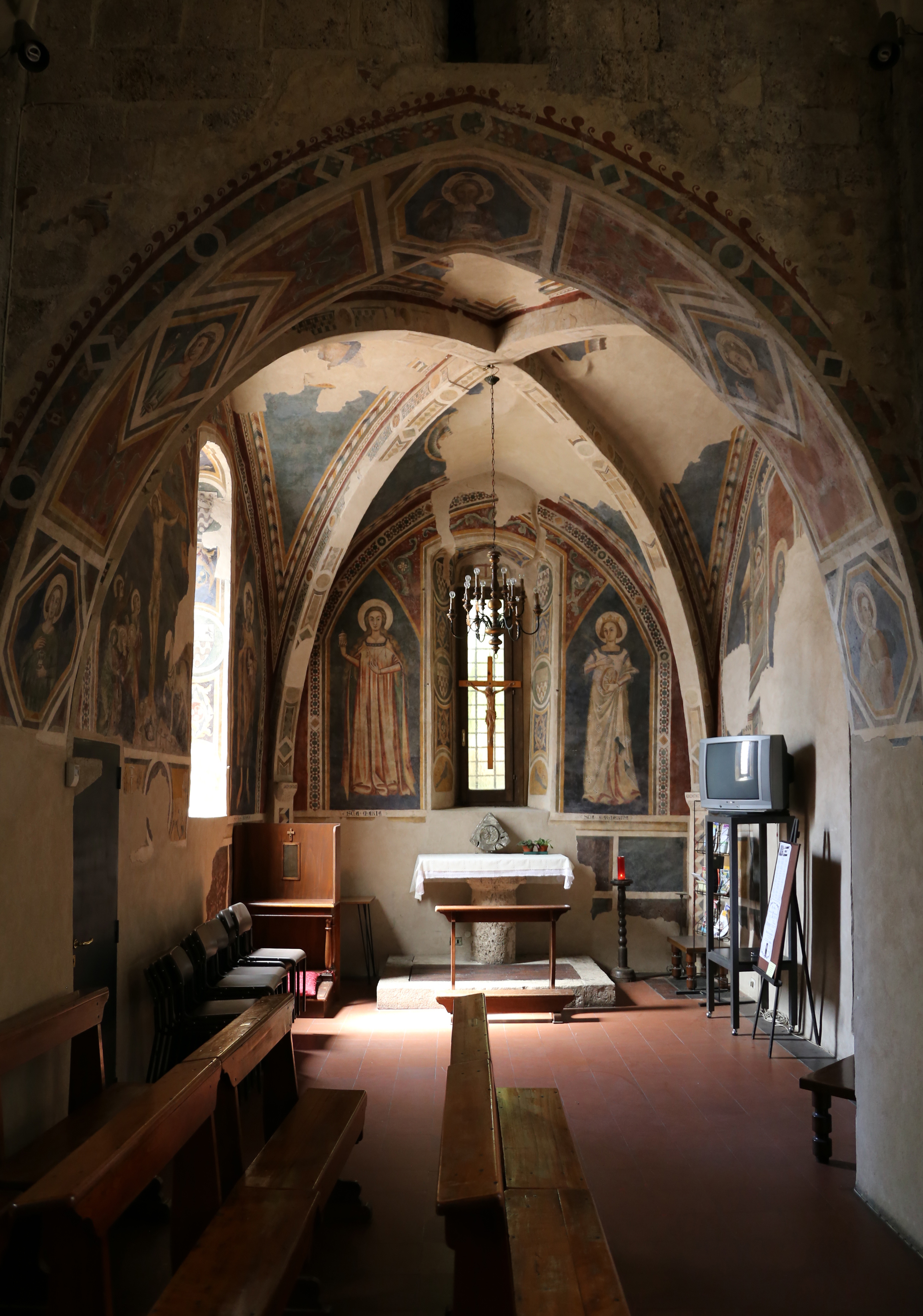
Kostel San Salvatore, kaple Manassei
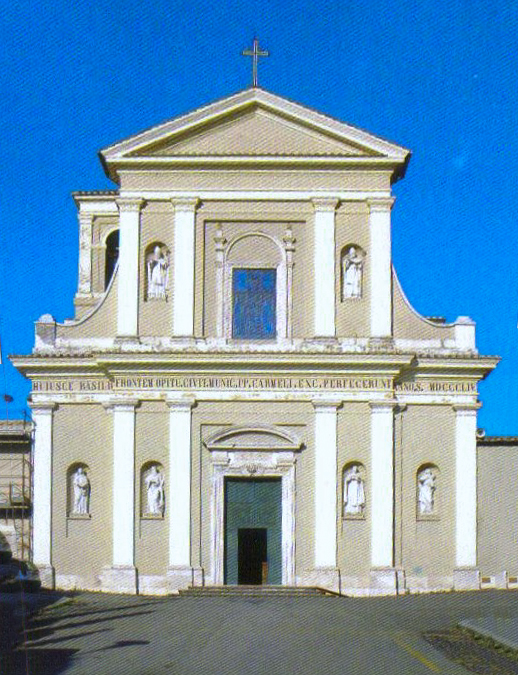
Bazilika sv. Valentina
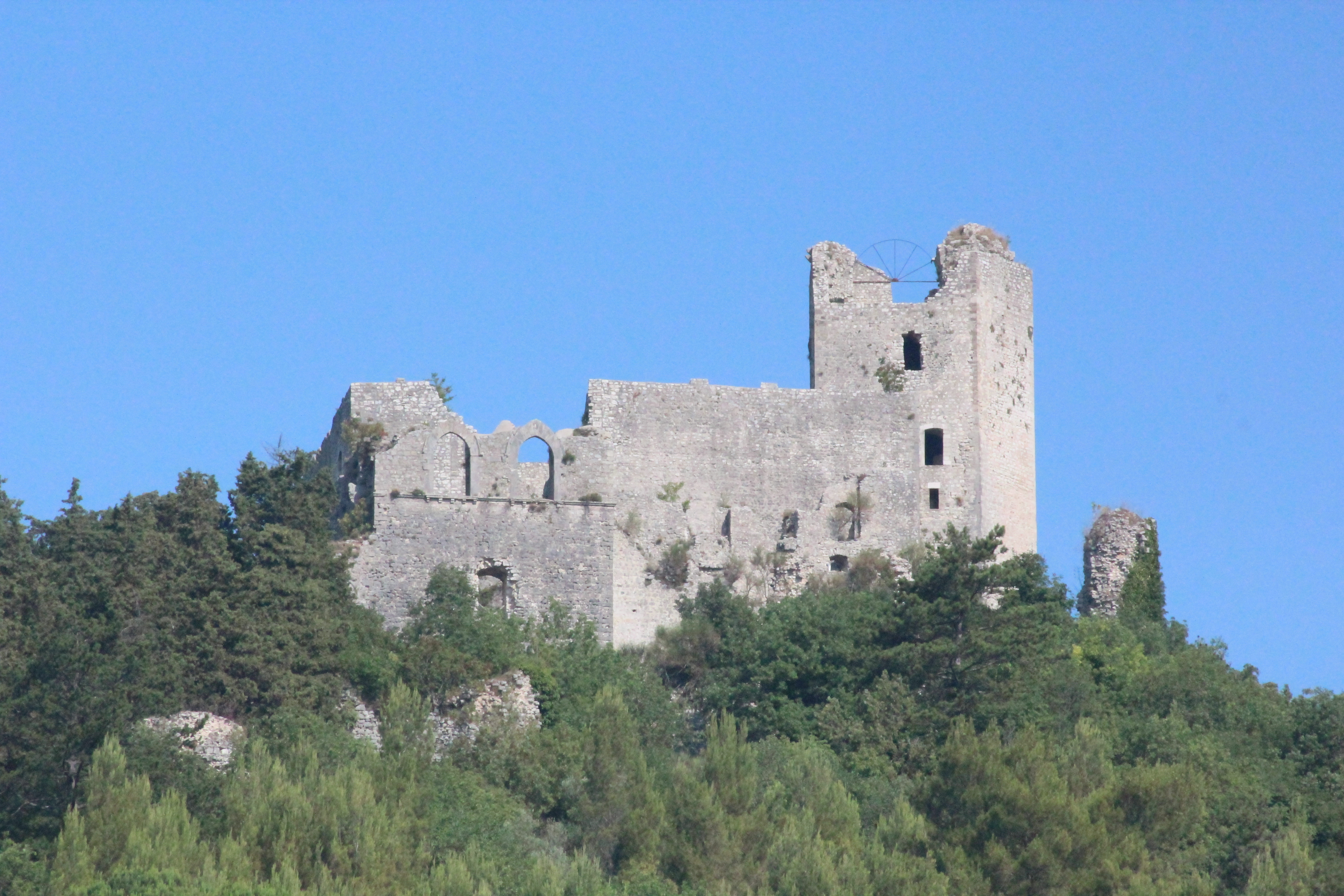
Zřícenina Piediluco
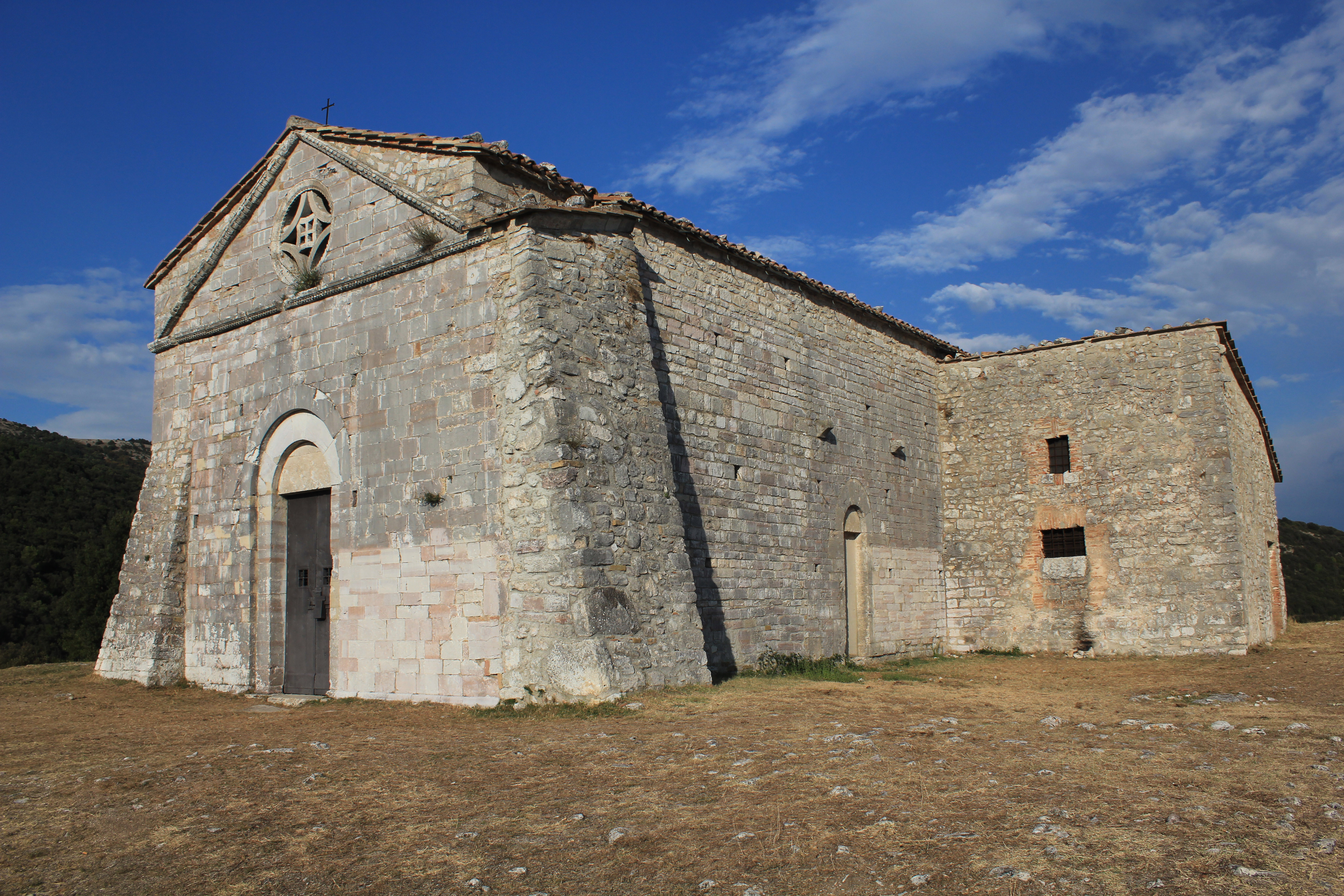
Kostel sv. Erasma, Cesi
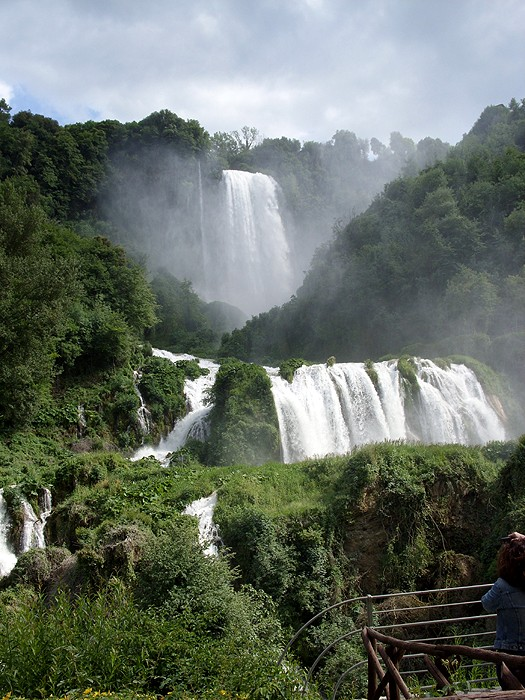
Kaskáda Marmore

## Partnerská města
- Cartagena, Španělsko
- Dunaújváros, Maďarsko
- Saint-Ouen-sur-Seine, Francie
- Praha 8, Česko